# Регулярная матрица Адамара
Регулярная матрица Адамара — это матрица Адамара, у которой суммы по строкам и столбцам равны. В то время как порядок матрицы Адамара должен быть 1, 2 или кратен 4, регулярные матрицы Адамара удовлетворяют дальнейшим ограничениям, что порядок равен полному квадрату. Избыток, обозначаемый E(H), матрицы Адамара H порядка n определяется как сумма элементов матрицы H. Избыток удовлетворяет ограничению
{\displaystyle |E(H)|\leqslant n^{\tfrac {3}{2}}}. Матрица Адамара достигает этой границы тогда и только тогда, когда она регулярна.

## Параметры
Если {\displaystyle n=4u^{2}} является порядком регулярной матрицы Адамара, то её избыток равен {\displaystyle \pm 8u^{3}}, а суммы строк и столбцов равны {\displaystyle \pm 2u}. Отсюда следует, что каждая строка имеет {\displaystyle 2u^{2}\pm u} положительных элементов и {\displaystyle 2u^{2}\mp u} отрицательных. Из ортогональности строк следует, что любые две различные строки имеют в точности {\displaystyle u^{2}\pm u} общих положительных элемента. Если H интерпретировать как матрицу инцидентности блок-дизайна, когда 1 представляет смежность, а −1 представляет неинцидентность, то матрица H соответствует симметричному {\displaystyle 2-(v,k,\lambda )} дизайну с параметрами {\displaystyle (4u^{2},2u^{2}\pm u,u^{2}\pm u)}. Дизайн с этими параметрами называется дизайном Менона.

## Построение
Известно несколько методов построения регулярных матриц Адамара и было проведено несколько исчерпывающих компьютерных поисков для регулярных матриц Адамара с определёнными группами симметрии, но не известно, каждый ли полный чётный квадрат есть порядок регулярной матрицы Адамара. Матрицы Адамара типа Буша являются регулярными матрицами Адамара специального вида и связаны с конечными проективными плоскостями.

## История и наименование
Подобно более общим матрицам Адамара, регулярные матрицы Адамара названы именем Жака Адамара. Дизайн Менона назван именем индийского математика П. Кишава Менона, а матрицы Адамара типа Буша названы именем Кеннета А. Буша.